# Siemion Skrynnikow
Siemion Jemieljanowicz Skrynnikow (ros. Семён Емельянович Скрынников, ur. 1898 w słobodzie Słonowka w guberni kurskiej, zm. 22 stycznia 1969 w Moskwie) – radziecki działacz państwowy i partyjny.

## Życiorys
W 1917 wstąpił do SDPRR(b), 1918 kierował oddziałem edukacji narodowej w rodzinnej wsi, 1918-1919 był sekretarzem Komitetu Powiatowego RKP(b) w Nowym Oskole, 1919-1920 służył w Armii Czerwonej. W 1920 kierował oddziałem edukacji narodowej w Nowym Oskole, 1920-1921 był przewodniczącym rady edukacji profesjonalno-technicznej kurskiego gubernialnego oddziału edukacji narodowej, 1921-1922 sekretarzem Chmielnickiego Komitetu Powiatowego KP(b)U, a 1922-1929 kolejno kierownikiem nowo-oskolskiego biura gubernialnego związku spożywców, przewodniczącym związku spółdzielni spożywców w Biełgorodzie i Rylsku i zastępcą przewodniczącego Zarządu Kurskiego Gubernialnego Związku Spółdzielni Rolniczych. W latach 1929-1930 był członkiem Zarządu Centralnoczarnoziemskiego Obwodowego Związku Kołchoźników, 1930-1931 studiował w Akademii Zaopatrzenia, 1931-1934 był pomocnikiem kierownika wydziału KC WKP(b), a od 1934 do listopada 1937 kierownikiem sektora Wydziału Przemysłowego KC WKP(b) i zastępcą kierownika tego wydziału. Od listopada 1937 do 5 maja 1938 był zastępcą ludowego komisarza przemysłu spożywczego ZSRR, a od 5 maja 1938 do 24 maja 1939 ludowym komisarzem zapasów ZSRR, od 21 marca 1939 do 20 lutego 1941 wchodził w skład Centralnej Komisji Rewizyjnej WKP(b). W latach 1939-1943 był dyrektorem fabryki tytoniowej w Moskwie i Swierdłowsku, 1943-1949 szefem Głównego Zarządu ds. Zapasów Pierwotnej Fermentacji Ludowego Komisariatu/Ministerstwa Przemysłu Spożywczego ZSRR/Ministerstwa Przemysłu Używkowego ZSRR, a 1949-1954 zastępcą szefa Głównego Zarządu Przemysłu Tytoniowego Ministerstwa Przemysłu Spożywczego/Ministerstwa Przemysłu Lekkiego i Spożywczego/Ministerstwa Przemysłu Artykułów Spożywczych ZSRR.